# Sequillo
Le Sequillo est une rivière espagnole d'une longueur de 123 km qui coule dans la communauté autonome de Castille-et-León. Il est un affluent du Valderaduey dans le bassin du Douro.

## Source de la traduction
- (es) Cet article est partiellement ou en totalité issu de l’article de Wikipédia en espagnol intitulé « Río Sequillo » (voir la liste des auteurs).